# Constance Mayer
Constance Mayer (właściwie Marie-Françoise Constance Mayer-La Martinière) (ur. 9 marca 1775 w Chauny w rejonie Pikardia, zm. 26 maja 1821 w Paryżu) – francuska malarka.
Urodziła się w rodzinie urzędnika rządowego, jej nauczycielami byli Jean-Baptiste Greuze i Joseph-Benoît Suvée, brała też lekcje u Jacques’a-Louisa Davida. Od 1798 związana była z malarzem Pierre'em-Paulem Prud’honem, który był początkowo jej nauczycielem, a później współpracownikiem i kochankiem. Długoletni i nieformalny związek zakończył się samobójstwem malarki w 1821.
Constance Mayer wystawiała systematycznie w paryskim Salonie od 1795. Malowała miniatury, sentymentalne sceny rodzajowe i melancholijne portrety. Pod wpływem Prud’hona tworzyła też alegorie, często sprzedawała swoje obrazy pod jego nazwiskiem dla uzyskania wyższej ceny, dlatego obecnie trudno jednoznacznie opisać jej artystyczny dorobek.

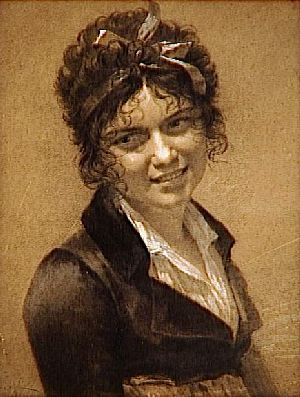
Pierre Paul Prud’hon: Portret Constance Mayer, 1804

## Wybrane prace
- Portrait de la citoyenne Mayer présentant une esquisse du portrait de sa mère, 1796
- Portrait d’un enfant, 1798
- Portrait du père de l’auteur, 1798
- Une petite fille en prière, 1799
- Un portrait en pied d’un homme à son bureau, 1800
- Portrait en pied d’un homme appuyé à son bureau, 1801
- Une mère et ses enfants au tombeau de leur père et lui rendant hommage, 1802
- Le Mépris des Richesses, 1804
- Vénus et l’amour endormis caressés et réveillés par les Zéphirs, ou le sommeil de Vénus, 1806
- Le flambeau de Vénus, 1808
- La mère infortunée, 1810
- Portrait de Mme Elise Voiart, 1814
- Madame Dufresne, 1817